# Karmelitinnenkloster Pontoise
Das Karmelitinnenkloster Pontoise ist ein Kloster der Karmelitinnen in Pontoise, Département Val-d’Oise, im Bistum Pontoise in Frankreich.

## Geschichte
Ana de Lobera Torres (1545–1621), erste Priorin des Klosters Beas de Segura, in Frankreich bekannt als Anne de Jésus, gründete auf Wunsch der Seligen Barbe Acarie (Ordensname: Marie de l’Incarnation, deutsch: Marie von der Menschwerdung) und unter Mithilfe von Pierre de Bérulle 1604 in Paris das Kloster der Karmelitinnen vom Vorort Saint-Jacques, das erste französische Frauenkloster des Teresianischen Karmel. 1605 gründete sie das zweite in Pontoise. Erste Priorin war dort die Selige Anna vom hl. Bartholomäus (1549–1626). Dank Michel de Marillac und Barbe Acarie (die dort 1618 starb und der eine Kapelle gewidmet ist) konnten die meisten Klostergebäude von 1607 bis 1610 errichtet werden. Sie stehen seit 1986 unter Denkmalschutz.
Da der Pariser Karmel, der 1920 nach Clamart wechselte, dort seit 2010 aufgelöst ist, handelt es sich beim Karmel Pontoise um das älteste noch bestehende Karmelitinnenkloster in Frankreich. Es nennt sich Carmel Saint-Joseph. Die Schwestern wohnen in der Rue Pierre Butin Nr. 55.